# Eijsden
Eijsden (anhörenⓘ) ist eine ehemalige Gemeinde in der niederländischen Provinz Limburg. Zum 1. Januar 2011 wurde Eijsden mit Margraten zur Gemeinde Eijsden-Margraten zusammengeschlossen. Der gleichnamige Ort zählte am 1. Januar 2024 laut Angabe des CBS 9.685 Einwohner.

## Orte
- Eijsden, in dem sich der Verwaltungssitz der Gemeinde befindet (einschließlich Breust 4.330 Einwohner)
- Breust
- Gronsveld (östlich der A2; 2.330 Einwohner); bis 1982 eine selbstständige Gemeinde, wozu auch Rijckholt gehörte.
- Mariadorp-Poelveld (2.905 Einwohner)
- Mesch und Withuis (insgesamt 545 Einwohner)
- Oost-Maarland (nördlich von Eijsden; 930 Einwohner)
- Rijckholt (östlich der A2; 640 Einwohner)
- Caestert

## Lage und Wirtschaft

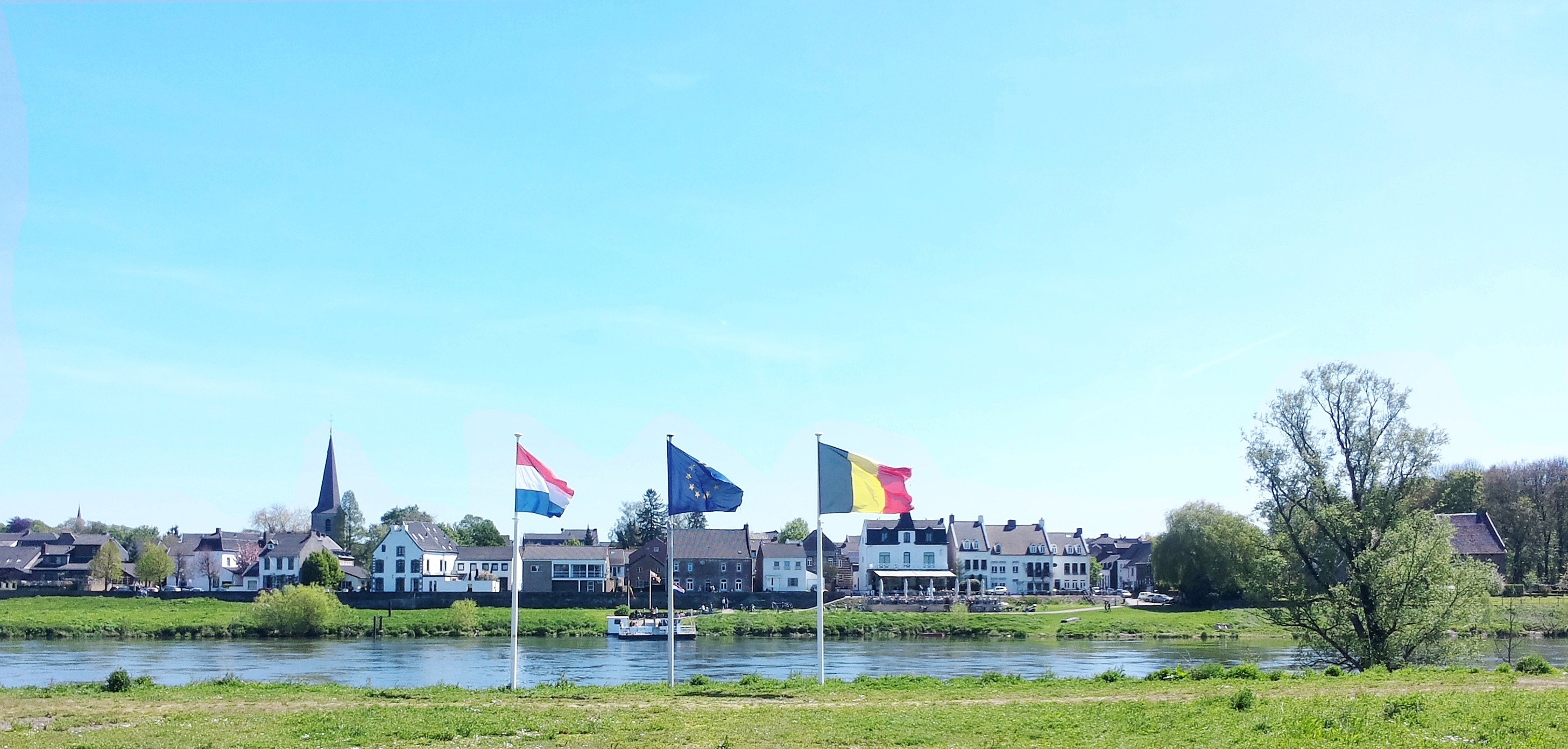
Ansicht von Eijsden von der belgischen Maasseite aus

Eijsden liegt an der Maas im äußersten Süden der Provinz Limburg, zwischen Maastricht und den belgischen Orten Visé und Voeren. Der Bach Voer mündet in Eijsden in die Maas.
Die Autobahn A2 Maastricht–Lüttich durchquert die Gemeinde. Eijsden hat einen Bahnhof an der Bahnstrecke Lüttich–Maastricht (9 km von Maastricht entfernt und 20 km von Lüttich). Die etwa 30 km lange Bahnstrecke wurde 1851 bis 1861 gebaut und 1861 in Betrieb genommen. Dort verkehrt stündlich der Dreiländerzug auf der Strecke Aachen – Herzogenrath – Heerlen – Maastricht – Visé – Lüttich.
In Eijsden leben viele Pendler, die in Maastricht arbeiten. Landwirtschaft, Obstbau, Gartenbau und Tourismus haben wirtschaftliche Bedeutung. Die chemische Fabrik in Eijsden, die aus vor Ort vorhandenem Gestein Zinkoxyd herstellt, ist wegen ihrer umweltbelastenden Emissionen umstritten.

## Geschichte
Seit 1334 gehörte die Herrschaft Eijsden als Exklave zum Land von Valkenburg.

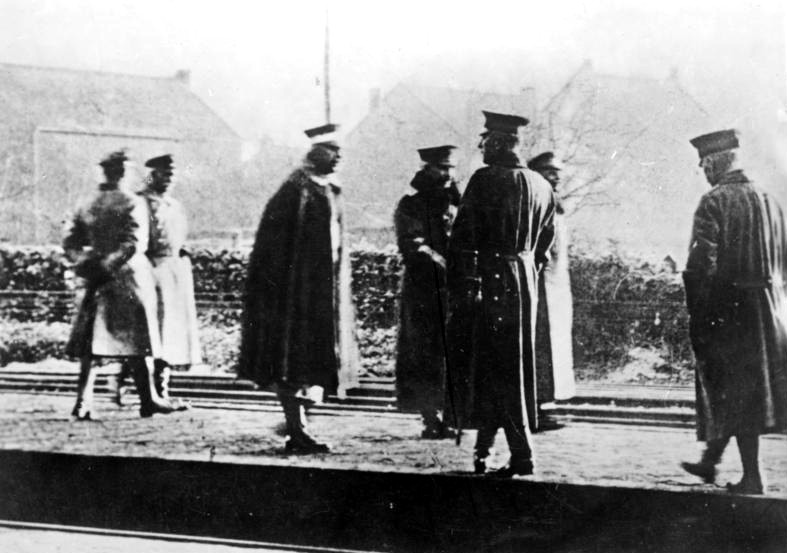
Der wartende Kaiser mit Gefolge auf dem Bahnsteig in Eijsden.

Am 10. November 1918 erschien in Eijsden ein Autokonvoi mit sieben Personen an der Grenze in die Niederlande. In ihm befand sich der deutsche Kaiser Wilhelm II., der im Morgengrauen aus dem deutschen Hauptquartier im belgischen Spa geflüchtet war, nachdem einen Tag zuvor der Reichskanzler Max von Baden eigenmächtig die Abdankung Wilhelms II. verkündet hatte. Erst um Mitternacht dieses Tages erfüllte die niederländische Regierung das Asylgesuch Wilhelms und der Zug fuhr unter lautstarkem Protest der Bevölkerung nach Maarn.
Juden wohnten seit dem 18. Jahrhundert in Eijsden, sie unterhielten ab 1860 zwei Synagogengemeinden, nach Rückgang der Mitgliederzahl lösten die wenigen verbliebenen Mitglieder sie auf und schlossen sich der Gemeinde in Maastricht an. Nach der Judenvernichtung unter deutscher Besatzung lebten nur noch wenige Juden in Eijsden. Ihr Friedhof in der Cramignonstraat, einer der größten der Provinz Limburg, dient weiterhin für Bestattungen, vor allem jüdischer Lütticher, da das belgische Gesetz Ruhezeiten von Gräbern befristet, was der halachisch gebotenen ewigen Grabruhe zuwiderläuft.

## Sehenswürdigkeiten

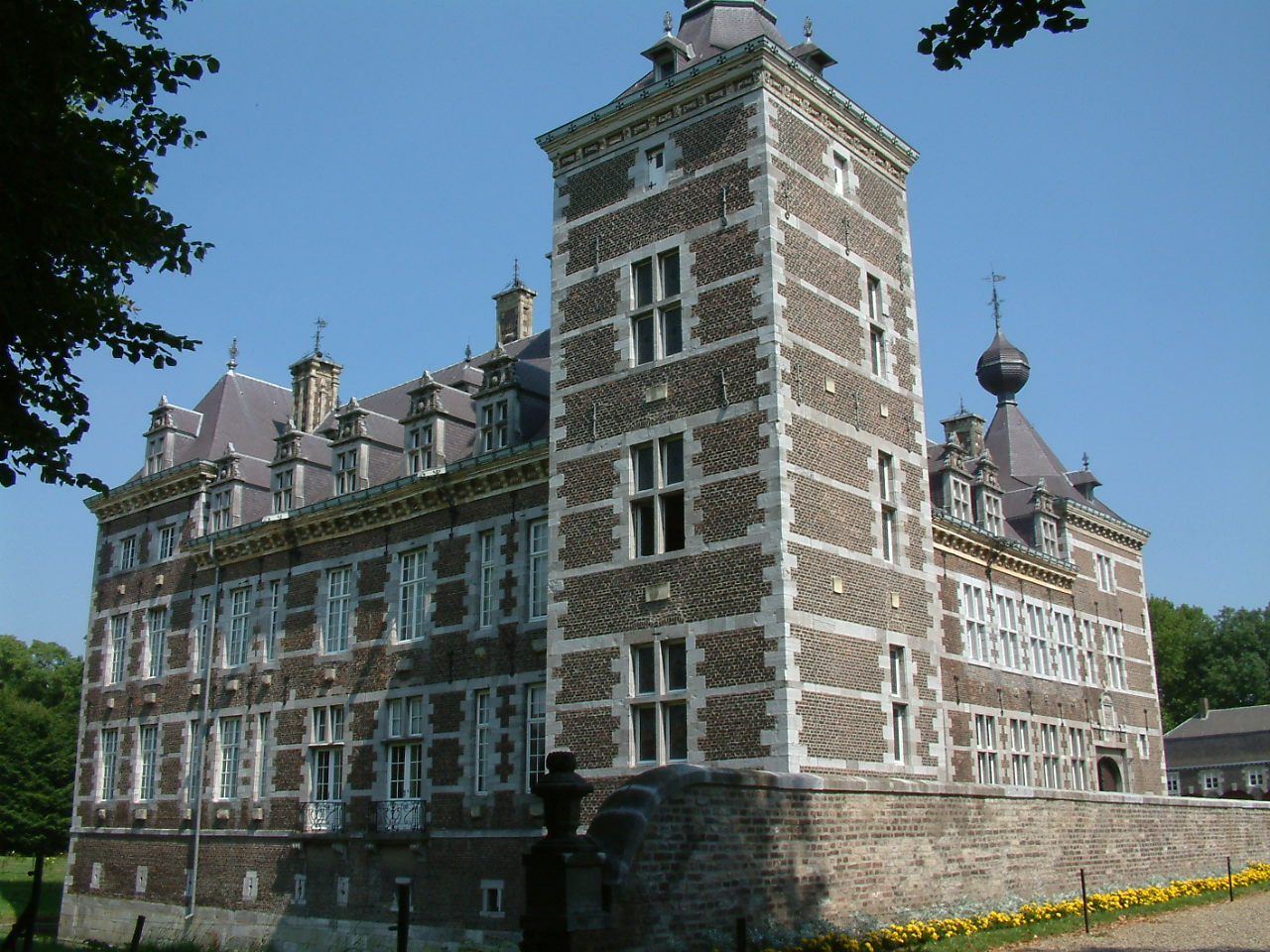
Schloss Eijsden

- Die vorgeschichtliche Feuersteingrube in Rijckholt bei Gronsveld
- Das Naturgebiet Savelsbos bei Gronsveld[6]
- Schloss Eijsden
- Rijksmonument Reinekenshof in Eijsden[7]
- Schloss Gronsveld
- Schloss Rijckholt
- Eijsdener Marktplatz
- Fronleichnamsprozession Bronk

## Politik
Bis zur Auflösung der Gemeinde ergab sich seit 1981 folgende Sitzverteilung:
| Partei               | Sitze  | Sitze | Sitze | Sitze | Sitze | Sitze | Sitze |
| Partei               | 1981 a | 1986  | 1990  | 1994  | 1998  | 2002  | 2006  |
| -------------------- | ------ | ----- | ----- | ----- | ----- | ----- | ----- |
| Partij Groot Eijsden | —      | 4     | 6     | 6     | 6     | 6     | 6     |
| CDA                  | 5      | 5     | 5     | 4     | 4     | 4     | 4     |
| PvdA                 | 1      | 2     | 2     | 3     | 2     | 2     | 3     |
| VVD                  | 2      | 3     | 2     | 2     | 3     | 3     | 2     |
| Lijst Waterval b     | 3      | —     | —     | —     | —     | —     | —     |
| Lijst Spronck        | 2      | 1     | —     | —     | —     | —     | —     |
| Lijst Houten b       | 1      | —     | —     | —     | —     | —     | —     |
| Lijst Inden          | 1      | —     | —     | —     | —     | —     | —     |
| Gesamt               | 15     | 15    | 15    | 15    | 15    | 15    | 15    |

## Persönlichkeiten
- Eugène Dubois (1858–1940), Anthropologe und Geologe
- Jo Bonfrere (* 1946), Fußballspieler und -trainer
- Jo Maas (* 1954), Radsportler; Etappengewinner und 7. in der Endklassierung der Tour de France 1979
- Alfons Peerboom (1877–1959), Maler der Düsseldorfer Schule, Ornament- und Glaskünstler